# Pietro Romerio
Pietro Romerio (* 26. Februar 1809 in Locarno; † 17. April 1890 ebenda) war ein Schweizer Anwalt, Oberstleutnant, Grossrichter, Politiker, Tessiner Grossrat und Staatsrat.

## Biografie
Pietro Romerio war Sohn von Filippo, einem Arzt. Er war ledig. An der Universität Pavia studierte er Rechtswissenschaft und wurde Anwalt und Notar in Locarno. Als Politiker war er Anhänger der Radikalen. Im Jahr 1839 war er Anführer der Locarneser Schützen in der radikalen Revolution und war Hilfsstaatsanwalt im Prozess gegen die Verantwortlichen des konterrevolutionären Versuchs von 1841. 
Von 1848 bis 1849 und von 1861 bis 1863 war er Gemeindepräsident von Locarno, überdies von 1855 bis 1857 war er Staatsanwalt des Kantons Tessin, Abgeordneter im Tessiner Grossrat von 1845 bis 1849, von 1859 bis 1862 und von 1863 bis 1867 (Präsident 1847) und Staatsrat von 1862 bis 1863. Er war einer der Förderer  des Kindergartens (1854) in Locarno sowie des Krankenhauses La Carità (1872) und des Grand Hôtels (1876) in Muralto. Als Oberstleutnant war er Grossrichter an einem Militärgericht.